# Aaron Schneider
Pour les articles homonymes, voir Schneider.
Aaron Schneider (né le 26 juillet 1965)  est un cinéaste et directeur de la photographie américain. Son court-métrage Two Soldiers (2003) a remporté l'Oscar du meilleur court métrage en prises de vues réelles et son premier long métrage de réalisateur, Le Grand Jour (Get Low) (2009), a reçu des éloges de la critique. 

## Carrière
Schneider est né en 1965 à Springfield, dans l'Illinois, et a grandi à Dunlap, dans ce même état américain. Il est diplômé de l'université de Californie du Sud . 
Son travail cinématographique comprend la série télévisée Murder One (pour laquelle il a été nommé pour un Emmy Award en 1996) et l'épisode pilote de la série Supernatural, ainsi que les films Le Collectionneur (Kiss the Girls) et Simon Birch. Il était également le deuxième directeur d'unité de photographie pour le film Titanic. 
En 2004, il a remporté l'Oscar du meilleur court métrage en prises de vues réelles pour le court métrage Two Soldiers (oscar partagé avec le producteur Andrew J. Sacks). Ce film de 40 minutes est basé sur une nouvelle de William Faulkner. 
Le premier long métrage de Schneider, Le Grand Jour (Get Low), a reçu des critiques positives lors de sa première au Festival international du film de Toronto 2009, et a ensuite été acheté pour être distribué par Sony Pictures Classics. Le film est sorti aux États-Unis le 30 juillet 2010. Il met en vedette Robert Duvall dans une performance saluée, en plus de Sissy Spacek, Bill Murray et Lucas Black. Il a valu à Schneider l'Independent Spirit Award du Meilleur premier long métrage. 
En 2020, après une décennie de pause dans les longs métrages, Schneider a réalisé Greyhound (Greyhound), un drame de la Seconde Guerre mondiale centré sur la bataille de l'Atlantique et mettant en vedette Tom Hanks. 

## Filmographie

### Réalisateur
- 2003 : Two Soldiers, court métrage
- 2009 : Le Grand jour (Get Low)
- 2020 : USS Greyhound : la bataille de l'Atlantique (Greyhound)

### Directeur de la photographie
- 1997 : Le Collectionneur  (Kiss the Girls)
- 1998 : Simon Birch